# کورویلیا
کورویلیا (به لاتین: Corviglia) یک محل در سوئیس است که در کانتون گراوبوندن واقع شده‌است. کورویلیا ۲٬۴۸۶ متر بالاتر از سطح دریا واقع شده‌است.